# 타사 12 데 노벰브로
타사 12 데 노벰브로(포르투갈어: Taça 12 de Novembro)는 동티모르의 클럽 대항 토너먼트 대회이다.

## 역대 우승팀
- 2013: AD 딜리 레스트
- 2014: 정보 없음
- 2015: 아이타나 FC
- 2016: AS 폰타 레스트
- 2017: 아틀레티코 울트라마르
- 2018: 아틀레티코 울트라마르
- 2019: 랄레노크 유나이티드
- 2020: 랄레노크 유나이티드

## 같이 보기
- LFA 프리메이라